# Gecarcinus
Gecarcinus es un género de cangrejos terrestres de la familia Gecarcinidae nativos del océano Atlántico y el océano Pacífico del continente americano.

## Distribución y hábitat
Se encuentran en las regiones costeras más cálidas de las Américas, incluidas las islas del Caribe. También viven en las Bermudas, en la Isla Ascensión, en África Occidental, África Austral y Australasia.

## Descripción
Si bien todos los miembros de este género son en gran parte animales terrestres, tienen que regresar al océano para reproducirse (las larvas son arrojadas al mar). A menudo son coloridos, siendo los tonos dominantes rojizos, naranjas, morados, amarillentos, blanquecinos o negruzcos. Esto ha dado como resultado que algunas especies, en particular Gecarcinus quadratus y Gecarcinus lateralis ganen un nivel de popularidad en el comercio de mascotas.

## Ecología
Los cangrejos cavan madrigueras poco profundas y secas; la humedad aparece en ellos solo durante las estaciones lluviosas. Los cangrejos que viven en los límites norte y sur de la cordillera crean pasajes más profundos (hasta 1,2 metros) y, durante una sequía, obstruyen la entrada. A menudo, estos cangrejos no usa madrigueras como su refugio, sino fragmentos sólidos ubicados en la superficie del suelo.

## Especies
Cuatro especies que se incluían antes en este género están ahora ubicadas en el género Johngarthia (el cual era un subgénero de Gecarcinus). Se reconocen las siguientes especies:
| Imagen | Nombre científico    | Nombre común                    | Distribución                                               |
| ------ | -------------------- | ------------------------------- | ---------------------------------------------------------- |
|        | Gecarcinus quadratus | Cangrejo Halloween              | Costa del océano Pacífico del sur de México a Panamá       |
|        | Gecarcinus lateralis | Cangrejo lunar                  | De la Isla del Padre Sur a Macuto, Venezuela               |
|        | Gecarcinus ruricola  | Cangrejo negro, cangrejo zombie | Cuba y las Bahamas a través de las Antillas hasta Barbados |
|        | Gecarcinus nobilii   |                                 | Costa del océano Pacífico de Colombia a Perú               |